# Mustin (Schiff, 2003)
Die USS Mustin (DDG-89) ist ein Lenkwaffenzerstörer der United States Navy. Sie gehört der Arleigh-Burke-Klasse an. Das Schiff ist nach der Mustin-Familie benannt, die der Navy seit 1896 dient und mehrere Admirale hervorgebracht hat.

## Geschichte
DDG-89 wurde 1998 in Auftrag gegeben. Der Kiel des Zerstörers wurde Anfang 2001 bei Ingalls Shipbuilding gelegt, der Stapellauf fand am Ende desselben Jahres statt. Offizieller Termin für die Indienststellung war der 26. Juli 2003.
2005 befuhr die Mustin als Teil der Kampfgruppe um die Carl Vinson den Persischen Golf als Schutz vor Anschlägen nach der Operation Iraqi Freedom. Seit 2006 ist der Zerstörer als vorgeschobene Einheit zusammen mit der Kitty Hawk in Yokosuka in Japan stationiert. Dort löste sie die Fregatte Vandegrift ab und nahm 2007 an der Übung Valiant Shield teil.
2008 wurde die Mustin zu Hilfsmaßnahmen nach dem Zyklon Nargis an die Küste Burmas geschickt. Nach mehr als drei Wochen vor der Küste wurde die Kampfgruppe um die Essex jedoch abgezogen, nachdem keine Genehmigung eingegangen war, Hilfsgüter ins Land zu bringen. 2009 nahm sie an der Übung Talisman Saber mit australischen Kräften teil.

## Bewaffnung
Für die Abwehr von anfliegenden Flugkörpern erhielt das Schiff die Flugabwehrraketen RIM-162 Evolved Sea Sparrow Missile (ESSM), die aus dem Vertical Launching System verschossen werden. Zur weiteren Flugabwehr wurde 2007 nachträglich hinter dem achteren Schornsteinaufbau ein Close-In-Weapon-System in Form des Phalanx MK 15 RAM installiert, das beim Bau ab DDG 85 (Block IV) ursprünglich nicht vorgesehen war.